# Грэм, Бенджамин
Бе́нджамин Грэм (Грэхем) (англ. Benjamin Graham; 9 мая 1894, Лондон — 21 сентября 1976, Экс-ан-Прованс) — американский экономист и профессиональный инвестор, один из основоположников стоимостного инвестирования (англ. value investing).

## Биография
Бенджамин Грэм (урождённый Гроссбаум) родился 8 мая 1894 года в Лондоне в еврейской семье. Когда ему исполнился один год, его семья эмигрировала в США. Отец, занимавшийся производством фарфора, скончался в 1903 году. Чтобы обеспечить семью, мать открыла домашний пансион.
Благодаря отличным результатам на вступительных экзаменах, Бенджамин Грэм получил стипендию Колумбийского университета (штат Нью-Йорк), который и окончил в 1914 году со степенью бакалавра. Ещё студентом Грэма пригласили на работу филологический, философский и математический факультеты Колумбийского университета, но он предпочёл работу в брокерской конторе на Уолл-стрит.
Его карьера началась с должности посыльного в брокерской фирме Newburger, Henderson & Loeb за 12 долларов в неделю. Помимо прямых обязанностей посыльного, он должен был отмечать курсы облигаций и акций на котировочной доске. К 1919 году заработная плата Грэма составляла 600 тысяч долларов.
В 1926 году Бенджамин Грэм вместе с Джеромом Ньюменом организовали инвестиционное товарищество. Именно эта фирма тридцать лет спустя наняла на работу ученика Грэма Уоррена Баффетта, ставшего впоследствии крупным инвестором.
В 1928—1956 годах, занимаясь делами компании Graham-Newman, Грэм одновременно преподавал курс «Финансы» в Колумбийском университете.
Написанная им в соавторстве с Дэвидом Доддом в 1934 году книга «Анализ ценных бумаг» заложила основу концепции стоимостного инвестирования. Тремя годами позже была написана книга «Анализ финансовой отчетности компании» (англ. The Interpretation of Financial Statements). Третья книга Грэма «Разумный инвестор» была опубликована в 1949 году.

## Теория
Грэм призывал инвестиционное сообщество провести фундаментальное различие между инвестициями и спекуляциями. Инвестицию он определял как операцию, основанную на тщательном анализе фактов, перспектив, безопасности вложенных средств и достаточном доходе. Всё остальное признавалось спекуляцией.
Грэм писал, что владелец акций должен относиться к ним прежде всего как к своей доле в бизнесе. Держа это в уме, инвестор не должен беспокоиться по поводу флуктуаций (колебаний) цен акций, потому что в краткосрочной перспективе рынок ценных бумаг ведёт себя как «машина для голосования». В долгосрочной же перспективе рынок ведёт себя, как «весы» — внутренняя стоимость акции в конечном итоге отражается на её цене.
Он рекомендовал инвесторам концентрировать свои усилия на анализе финансового состояния компаний. Когда акции компании продаются на рынке по ценам ниже их внутренней стоимости, существует так называемая маржа безопасности (англ. margin of safety), что делает их привлекательными для инвестиции.
Грэм писал, что инвестиция наиболее разумна, когда она наиболее похожа на деловое предприятие. Об этих словах Уоррен Баффет говорит как о наиболее важных, когда-либо написанных об инвестировании. Грэм утверждает, что значение имеет лишь корректно проведённый анализ, основанный на достоверных фактах, а согласие или несогласие других инвесторов вторично.

### Принципы инвестирования
Бенджамин Грэм разработал и использовал следующие подходы к инвестированию:
- стоимостное инвестирование по оборотным активам;
- защищенное стоимостное инвестирование;
- предпринимательское стоимостное инвестирование[7].